# Таварнелле-Валь-ди-Пеза
Таварнелле-Валь-ди-Пеза (итал. Tavarnelle Val di Pesa) — коммуна в Италии, располагается в регионе Тоскана, в провинции Флоренция.
Население составляет 7346 человек (2008 г.), плотность населения составляет 132 чел./км². Занимает площадь 56 км². Почтовый индекс — 50028. Телефонный код — 055.
Покровительницей коммуны почитается святая Лючия, празднование 13 декабря.

## Демография
Динамика населения:

## Достопримечательности
- Аббатство святого Михаила Архангела — действующий монастырь монашеского ордена валломброзианов.

## Известные жители и уроженцы
- Иоанн Гуальберт (995—1073) — святой Римско-Католической Церкви.

## Администрация коммуны
- Официальный сайт: http://www.comune.tavarnelle-val-di-pesa.fi.it/